# أروهالن (إميلمايس)
أروهالن هي إحدى مشيخات المملكة المغربية، تتبع جغرافيا لإقليم تارودانت وإداريًا لإميلمايس. يقدر عدد سكانها بـ 3483 نسمة حسب الإحصاء الرسمي للسكان والسكنى لسنة 2004.